# Joaquim Vicenç Bastús i Carrera
Joaquim Vicenç Bastús i Carrera (Tremp, 1799 - Barcelona, 3 d'abril de 1873) o Vicenç Joaquim, va ser un farmacèutic i escriptor català.
Els seus plantejaments teòrics l'alineen amb el corrent neoclàssic, car no modificarà l'actitud inicial de desconfiança cap al romanticisme fins ben avançat el segle. Des de principis neoclàssics i influenciat per Diderot, Bastús es planteja en el seu Tratado… el treball dels actors, i ofereix un detallat estudi de la manera de representar les passions en escena.

## Biografia
Era fill d'Antònia Carrera i del farmacèutic Vicenç Bastús naturals de Tremp. Doctor en farmàcia, va dedicar-se a la difusió històrica, literària i científica, i va col·laborar en diverses publicacions periòdiques, singularment en el Diario de Barcelona. Va ser membre d'acadèmies catalanes, com la Reial Acadèmia de Ciències i Arts de Barcelona i la Reial Acadèmia de les Bones Lletres de Barcelona, i també corresponsal d'altres europees.
Autor d'un Diccionario histórico-enciclopédico en quatre volums (1828-1833), que conté definicions de nombrosos termes teatrals, així com d'unes Nuevas anotaciones al ingenioso hidalgo Don Quijote de la Mancha de Miguel de Cervantes Saavedra (1834). Va escriure també algunes obres de caràcter pietós, com Las festividades del cristianismo (1864).
El seu interès pel teatre es va manifestar aviat a les planes del Diario de Barcelona en un seguit d'articles sobre teoria i història teatral, així com en crítiques sobre la vida teatral dels anys trenta del segle xix. Els seus coneixements històrics i culturals atorgaran als seus articles un interès rellevant. El 1839 l'acabat de creat (el 1837) Liceo Filarmónico Dramático Barcelonés va designar Bastús com a encarregat de la Càtedra de Declamació, càrrec a què va renunciar atés les opinions contràries manifestades per alguns membres de la Junta del Liceo, fonamentades en el fet que Bastús només posseïa coneixements teòrics sobre la matèria.
Autor dramàtic ocasional (Antonino o el mal uso del talento, 1832, una obra d'encuny moratinià), va ser autor igualment d'un importantíssim Tratado de declamación o Arte Dramático (1833). L'obra va ser substancialment ampliada el 1848 ara amb el títol de Curso de declamación… i el Reial Conservatori de Madrid va adoptar-lo com a llibre de text el 1849.
Des del 1836 va ser censor reial a Catalunya i més endavant, l'any 1853, censor de teatres. Va ser director d'"El Guardia Nacional" i també va treballar com a editor en diversos mitjans de la premsa barcelonina. Des de 1835, va ser membre de l'Acadèmia de Bones Lletres; també va ser membre de l'Arcàdia de Roma
i la Reial Acadèmia de Ciències i Arts de Barcelona.
És conegut pels seus estudis del Quixot i de paremiologia en castellà. Va escriure sobre un ventall molt ampli de temàtiques, des d'enciclopèdies fins a un tractat de declamació i art dramàtic, passant per diverses obres d'història sagrada.
Mor a Barcelona el 3 d'abril de 1873 a l'edat de 75 anys, al carrer Aglà, 3-1er. vidu de Josefa Balart.

## Obres
- Diccionario de los flamantes: obra útil á todos los que la compren, por Sir Satsbú, Barcelona: J. Charta y Cª, 1829.
- La sabiduría de las naciones o Los evangelios abreviados (Barcelona: Libr. de Salvador Manero, 1862-1867, tres vols.)
- Nuevas anotaciones al Ingenioso hidalgo don Quijote de la Mancha de Miguel de Cervantes Saavedra (Barcelona: Imprenta de la Viuda e hijos de Gorchs, 1834),
- Memorándum anual y perpetuo de todos los acontecimientos naturales o extraordinarios, históricos, civiles y religiosos que ocurren o de los cuales se hace mención en el curso del año: explicando el origen, la etimología, el significado y la historia de cada uno de ellos (Barcelona: Impremta del Porvenir, a càrrec de B. Bassas, 1855-1856), 2 toms en quatre volums.
- Nomenclator sagrado, ó, Diccionario abreviado de todos los santos del martirologio romano y muchos otros que no están en él (Barcelona: Llibreria de J. Subirana, 1861)
- Diccionario histórico enciclopédico, Barcelona 1828-1833
- Suplemento al Diccionario histórico enciclopédico (Barcelona: Hereus d'Agustí Roca, 1833)
- El trivio y el cuadrivio ó La nueva enciclopedia: el como, cuando y la razón de las cosas Barcelona: Impremta de la Viuda é Hijos de Gaspar, 1862)
- Las festividades del cristianismo (Barcelona: Llibreria de Juan Bastinos é Hijos, 1864)
- Historia de los templarios Barcelona: Imprenta de J. Verdaguer, 1834.
- Conmemoración del Deicidio ó la Semana Santa en Jerusalen y Roma diez y nueve siglos después. Barcelona: Llibreria Catòlica i C.ª, 1860
- Tratado de Declamación ó Arte Dramático (Barcelona: hereus de D.A. Roca, 1833; es va reeditar almenys tres cops en aquell segle amb el títol de Curso de declamación ó Arte dramático
- Origen de algunos dichos y costumbres, Barcelona, 1868